# ازدواج همجنس در مکزیک
ازدواج همجنس‌ در مکزیک به رسمیت شناخته می‌شود اما تنها در دو ناحیهٔ مکزیکو سیتی (از ۴ مارس ۲۰۱۰) و کینتانا رو (از مه ۲۰۱۲) به صورت قانونی انجام می‌شود. دیوان عالی مکزیک  در ۱۰ اوت ۲۰۱۰ قانونی را تصویب کرد که بر اساس آن تمام ایالت‌ها بایستی ازدواج زوج‌های همجنس را که در جای‌های دیگر و به‌طور قانونی انجام شده‌اند، به رسمیت بشناسند. این قانون اما هیچ ایالتی را مجبور نمی‌کند که ازدواج همجنس‌ را قانونی اعلام کند. در مکزیک امکان ثبت اتحاد مدنی برای زوج‌های همجنس در دو ایالت کواویلا و کولیما وجود دارد.

## تاریخچه

### اتحاد مدنی

#### در مکزیکو سیتی
مجلس قانونگذاری مکزیکو سیتی در ۹ نوامبر ۲۰۰۶ با ۴۳ رأی موافق و ۱۷ رأی مخالف، اتحاد مدنی بین زوج‌های همجنس را قانونی اعلام کرد. این قانون از ۱۶ مارس ۲۰۰۷ اجرا شد. با تصویب این قانون برخی مزایا از جمله حق ارث و دریافت مستمری برای زوج‌های همجنس تأمین شد.

#### در کواویلا
کنگرهٔ کواویلا از ۱۱ ژانویه ۲۰۰۷ با ۲۰ رأی موافق و ۱۳ رأی مخالف قانون اتحاد مدنی را برای زوج‌های همجنس و زوج‌های با جنس مخالف تصویب کرد. در این قانون حق سرپرستی فرزند برای زوج‌های همجنس‌گرا در نظر گرفته نشده‌است. ایالت کواویلا پس از بوینس آیرس و مکزیکو سیتی سومین ناحیه در آمریکای لاتین بود که اتحاد مدنی همجنس‌گرایان را قانونی اعلام کرد.

#### در کولیما
کنگرهٔ کولیما در ۴ ژوئیه ۲۰۱۳ اتحاد مدنی زوج‌های همجنس را در این ایالت قانونی اعلام کرد.

### ازدواج

#### در مکزیکو سیتی
مجلس قانونگذاری مکزیکو سیتی در ۲۱ دسامبر ۲۰۰۹ با رأی ۳۹ به ۲۰، ازدواج همجنس‌ها و با رأی ۳۱ به ۲۴ سرپرستی فرزند توسط همجنس‌گرایان را قانونی اعلام کرد. تا پیش از آن در قانون مدنی مکزیکو سیتی ازدواج تنها بین یک مرد و یک زن تعریف شده بود اما با تصویب این قانون ازدواج بین دو شخص تعریف شد. مکزیکو سیتی نخستین شهر در آمریکای لاتین بود که قانون ازدواج همجنس‌گرایان را تصویب کرد. قانون ازدواج همجنس‌گرایان در مکزیکو سیتی از ۴ مارس ۲۰۱۰ اجرا شد. این قانون برخی حقوق و مزایا از جمله امکان سرپرستی فرزند، دریافت وام بانکی مشترک، حق ارث و برخورداری از مزایای بیمهٔ همسر که همجنس‌گرایی از آنان محروم بودند را فراهم کرد.

#### در کینتانا رو
ازدواج همجنس‌ها هرگز در قانون مدنی کینتانا رو ممنوع نبوده‌است. چرا که در قانون این ایالت ازدواج برای دو شخص (بدون ذکر جنسیت آن‌ها) تعریف شده بوده‌است. در نوامبر ۲۰۱۱ دو زوج همجنس‌گرا که به این شکاف قانونی پی برده بودند مراسم ازدواج خود را برگزار کردند. اما فرماندار ایالت کمی بعد این ازدواج‌ها را لغو کرد. در مه ۲۰۱۲ قانونگذاران کینتانا رو ازدواج همجنس‌ها را در این ایالت قانونی اعلام کردند.

#### در اوآخاکا
ازدواج همجنس‌ها در ایالت اوآخاکا قانونی نشده‌است اما قضات تاکنون در موارد خاصی اجازه ازدواج زوج‌های همجنس را در این ایالت داده‌اند.